# Toni Brunner
Pour les articles homonymes, voir Brunner.
Toni Brunner, né le 23 août 1974 à Wattwil (originaire de Hemberg et Ebnat-Kappel), est une personnalité politique suisse, membre de l'Union démocratique du centre (UDC). 
Il est député du canton de Saint-Gall au Conseil national de 1995 à 2018 et président de l'UDC du 1er mars 2008 au 23 avril 2016.

## Biographie
Toni Brunner naît le 23 août 1974 à Wattwil, dans le canton de Saint-Gall. Il est originaire de deux autres communes du même canton, Hemberg et Ebnat-Kappel. 
Agriculteur de profession, il tient une auberge près de Ebnat-Kappel, dans le district de Toggenburg avec Esther Friedli, avec qui il est en couple depuis 1997 et qu'il épouse en 2024. 
Il a le grade de caporal à l'armée. 
Très discret sur sa vie privée, il révèle néanmoins en octobre 2014 qu'il a un frère atteint de trisomie 21.

### Parcours politique
Il est élu au Conseil national pour le canton de Saint-Gall à l'âge de 21 ans, devenant le plus jeune conseiller national de tous les temps à sa prise de fonctions le 4 décembre 1995.   
Il est président de la section saint-galloise de l'UDC de septembre 1998 à mai 2008 et président de l'UDC du 1er mars 1995 au 23 avril 2016.  
Réélu à cinq reprises au Conseil national, il échoue toutefois à deux reprises dans sa tentative d'accéder au Conseil des États.  
Il est membre de l'Action pour une Suisse indépendante et neutre.
Le 9 janvier 2016, il annonce sa démission de la présidence de l'UDC pour le 23 avril 2016. Un peu moins de trois ans plus tard, le 23 novembre 2018, il annonce son retrait définitif de la vie politique, et donc sa démission du Conseil national pour la fin 2018, justifiant cette décision par le sentiment d'avoir fait le tour de la politique (« Ich habe es gesehen »).